# The Private Lives of Pippa Lee
The Private Lives of Pippa Lee (Brasil: A Vida Íntima de Pippa Lee / Portugal: As Vidas Privadas de Pippa Lee) é um filme de drama estadunidense de 2009 escrito e dirigido por Rebecca Miller. O roteiro é baseado em seu romance de mesmo título.
O filme estreou em 9 de fevereiro de 2009, no 59º Festival Internacional de Berlim, e foi exibido no Festival de Cinema de Sydney e no Edinburgh Film Festival antes de estrear no Reino Unido em 10 de julho. Em setembro foi exibido no Toronto International Film Festival, e teve um lançamento limitado nos Estados Unidos em 27 de novembro do mesmo ano.

## Sinopse
Pode-se dizer que Pippa Lee tem a vida que pediu a Deus. Aos 50 anos, mora em um bairro bacana, é casada com um brilhante editor 30 anos mais velho, e mãe orgulhosa de filhos bem sucedidos. Até o dia em que seu marido, Herb, decide que está na hora da aposentadoria e de sair de Nova York. Para embolar de vez, ele também arruma uma amante, bem mais jovem do que Pippa Lee! Mas as coisas realmente fogem ao controle quando ela começa a ter reações tão diferentes das que tinha quando levava uma vida pacata! E agora, seu mundo, sua vida tranqüila, sua família, tudo o que ela ama está ameaçando ruir.

## Elenco
- Robin Wright Penn (Pippa Lee)
- Keanu Reeves (Chris Nadeau)
- Alan Arkin (Herb Lee)
- Julianne Moore (Kat)
- Blake Lively (Pippa adolescente)
- Robin Weigert (Trish)
- Maria Bello (Suky Sarkissian)
- Tim Guinee (Des Sarkissian)
- Madeline McNulty (Pippa - 7 anos)
- Monica Bellucci (Gigi Lee)
- Shirley Knight (Dot Nadeau)
- Zoe Kazan (Grace Lee)
- Winona Ryder (Sandra Dulles)

## Recepção
The Private Lives of Pippa Lee teve recepção mista por parte da crítica especializada. Com base em 16 avaliações profissionais, alcançou uma pontuação de 49 em 100 no Metacritic. Em avaliações mistas, do The Globe and Mail (Toronto), Liam Lacey: "Inábil em ambas as formas que se destinam e não, o quarto recurso do autor e diretor Rebecca Miller é uma tentativa de uma mudança de ritmo cômico para a Miller geralmente sério."
San Francisco Chronicle, Amy Biancolli: "É, quase que funciona. Quase nos preocupamos com ela. Uma algazarra da reviravolta na história no final do jogo explica a transformação de Pippa como uma espécie de penitência auto-flagelatória, mas por esse ponto que se sente como uma reflexão tardia."
The Christian Science Monitor, Peter Rainer: "Por voltas esquisito, frenético e maçante, "Pippa Lee" não é convincente - emocionalmente, dramaticamente, cinematograficamente."
The Village Voice, Melissa Anderson: "Nesta peça em conjunto densamente povoada, Reeves destaca-se como o único ator cujo caráter danificado evoca simpatia e evita clichê. Pippa, interpretado por Wright Penn no modo de Stepford wife quase permanente, não é muito mais do que um veículo para falsos epifanias e aproximações forçadas."
Time Out New York, Joshua Rothkopf: "Os filhos adultos e amigos assistem nervosamente enquanto Pippa recupera uma medida de coragem; muito ruim tudo parece um daqueles anúncios farmacêuticos para estilos de vida mais saudáveis."
Em avalição positiva, do The New York Post, Lou Lumenick disse: "Miller nunca dá conta de todos esses personagens coloridos em seu roteiro emocionalmente fácil, deixando o trabalho pesado para os atores. Felizmente para The Private Lives of Pippa Lee, Wright é mais do que à altura do desafio."

## Produção
- Maggie Gyllenhaal foi considerada para o papel de Suky, mas desistiu devido a conflitos de agenda e foi substituída por Maria Bello.
- Julianne Moore passou apenas 2 dias filmando seu papel.
- Foi filmado em Danbury, New Milford, e Stamford, Connecticut.